# Washington Redskins 1954
La stagione 1954 dei Washington Redskins è stata la 23ª della franchigia nella National Football League e la 17ª a Washington. Sotto la direzione del capo-allenatore Joe Kuharich la squadra ebbe un record di 3-9, terminando quinta nella NFL American e mancando i playoff per il nono anno consecutivo. 

## Calendario
| Stagione regolare |              |                        |           |        |                             |          |         |
| Turno             | Data         | Avversario             | Risultato | Record | Stadio                      | Pubblico | Sintesi |
| 1                 | 26 settembre | at San Francisco 49ers | S 7–41    | 0–1    | Kezar Stadium               | 32,085   | Recap   |
| 2                 | 2 ottobre    | at Pittsburgh Steelers | S 7–37    | 0–2    | Forbes Field                | 22,492   | Recap   |
| 3                 | 10 ottobre   | New York Giants        | S 21–51   | 0–3    | Griffith Stadium            | 21,217   | Recap   |
| 4                 | 17 ottobre   | Philadelphia Eagles    | S 21–49   | 0–4    | Griffith Stadium            | 22,051   | Recap   |
| 5                 | 24 ottobre   | at New York Giants     | S 7–24    | 0–5    | Polo Grounds                | 22,597   | Recap   |
| 6                 | 31 ottobre   | Baltimore Colts        | V 21–24   | 1–5    | Griffith Stadium            | 23,567   | Recap   |
| 7                 | 7 novembre   | at Cleveland Browns    | S 3–62    | 1–6    | Cleveland Municipal Stadium | 25,158   | Recap   |
| 8                 | 14 novembre  | Pittsburgh Steelers    | V 17–14   | 2–6    | Griffith Stadium            | 19,388   | Recap   |
| 9                 | 21 novembre  | at Chicago Cardinals   | S 16–38   | 2–7    | Comiskey Park               | 15,619   | Recap   |
| 10                | 28 novembre  | at Philadelphia Eagles | S 33–41   | 2–8    | Connie Mack Stadium         | 18,517   | Recap   |
| 11                | 5 dicembre   | Cleveland Browns       | S 14–34   | 2–9    | Griffith Stadium            | 21,761   | Recap   |
| 12                | 12 dicembre  | Chicago Cardinals      | V 37–20   | 3–9    | Griffith Stadium            | 18,107   | Recap   |

Nota: gli avversari della propria division sono in grassetto.

## Classifiche
| NFL American        |   |    |   |      |     |     |     |     |
|                     | V | S  | P | %    | DIV | PF  | PS  | STR |
| Cleveland Browns    | 9 | 3  | 0 | .750 | 8–2 | 336 | 162 | S1  |
| Philadelphia Eagles | 7 | 4  | 1 | .636 | 7–3 | 284 | 230 | V1  |
| New York Giants     | 7 | 5  | 0 | .583 | 7–3 | 293 | 184 | S1  |
| Pittsburgh Steelers | 5 | 7  | 0 | .417 | 4–6 | 219 | 263 | S2  |
| Washington Redskins | 3 | 9  | 0 | .250 | 2–8 | 207 | 432 | V1  |
| Chicago Cardinals   | 2 | 10 | 0 | .167 | 2–8 | 183 | 347 | S3  |

Note: I pareggi non venivano conteggiati ai fini della classifica fino al 1972.